# Im Doppelpack
Der Fernsehfilm Im Doppelpack ist ein englischer Coming-of-Age-Film von Cilla Ware aus dem Jahr 2002.

## Handlung
Die zehnjährigen Zwillingsschwestern Garnet und Ruby leben mit ihrem Vater und ihrer Großmutter zusammen. Ihre Mutter ist schon vor vielen Jahren gestorben. Mit dieser Situation haben sich die Zwillingsschwestern gut arrangiert. Doch nun wird ihr Vater arbeitslos. Zudem hat er auch noch Rose kennengelernt, eine Frau, die sie nicht besonders mögen. Die Arbeitslosigkeit will ihr Vater für einen Neuanfang nutzen. Sein Traum ist eine kleine Buchhandlung auf dem Lande. Also zieht die Familie um. Davon sind Garnet und Ruby nun gar nicht begeistert. Doch ihr Protest nützt nichts, und die Familie zieht aufs Land, während die Großmutter in eine Seniorenwohnung geht. Die Zwillinge wollen aber nicht kampflos aufgeben. Sie möchten Rose aus dem Haus treiben und wieder in ihre alte Wohnung ziehen. Gemäß ihres Motto: „Wir sind absolut identisch“, wechseln sie oftmals die Rollen und versuchen so ihre Ziele zu erreichen. Doch Rose hat schon bald keine Schwierigkeiten, die Zwillingsschwestern auseinanderzuhalten. Denn sie sehen äußerlich zwar gleich aus, doch haben sie ganz unterschiedliche Charaktere. Garnet ist die etwas schüchterne, während Ruby sehr draufgängerisch ist. Und so ist es auch Garnet, die als erste Kontakt zu ihrer neuen Mutter Rose sucht. Sie wird dabei aber von Ruby zurückgehalten, da Garnet stets nachgibt und zum Schluss doch das macht, was Ruby will. Denn schließlich sind sie doch Zwillinge und „absolut identisch“.
Und so halten die beiden auch in ihrer neuen Umgebung zusammen. Da ist zum Beispiel eine Jungenbande, mit der sie sich anlegen und dabei stets als Sieger hervorgehen. Von diesen Erfolgen ermutigt, beschließen sie sich in der Schule schlecht zu verhalten. Wenn sie von der Schule „fliegen“, so ihre Idee, muss ihr Vater mit ihnen zurückziehen. Zwar bekommen sie dadurch Ärger, doch ihr Plan geht nicht auf.
Ruby entdeckt in der Zeitung eine Anzeige. Es werden Zwillinge für einen Film gesucht. Schauspielen war schon immer ihr großer Traum gewesen. Garnet ist dagegen viel zu schüchtern vor Leuten aufzutreten. Doch da Ruby sie wie üblich überredet, bitten sie schließlich ihren Vater zum Casting zu fahren. Dieser will davon aber nichts wissen und so fahren die Kinder heimlich allein dorthin. Während des Castings macht Ruby einen guten Eindruck auf die Juroren. Garnet dagegen bringt keinen Ton raus. Ihr Vater ist ihnen zum Casting gefolgt und holt sie ab. Im Weggehen hört Ruby die Entscheidung der Juroren: dass sie zwar gut sei, ihre Schwester aber nicht, was Garnet ärgert und sie auf Ruby neidisch ist. 
Nachdem sich die Zwillinge wieder versöhnt haben, kommt ihnen eine neue Idee. Der Film, für den sie vorgesprochen haben, spielt in einem Internat. Und diesmal ist es Garnet, die von dieser Idee besonders angetan ist. Die Schule hat sogar ein Stipendium zu vergeben. Nachdem die beiden Mädchen einen Eignungstest gemacht haben, wird Garnet an der Schule angenommen. Das würde aber bedeuten, dass die Zwillinge sich trennen müssen. Jetzt ist es Ruby, die auf ihre Schwester neidisch ist und nun nichts mehr mit ihr zu tun haben will. Sie schneidet sich sogar ihre Zöpfe ab und kleidet sich anders als ihre Schwester, um sich von ihr zu unterscheiden. Doch können sie diesen Zustand nicht lange ertragen. Die Mädchen sprechen sich schließlich aus und kommen zu der Erkenntnis, dass sie zwar verschieden sind, aber trotzdem für immer Zwillinge bleiben. Und so fährt Garnet ins Internat, während Ruby bald einen Schauspielkurs besuchen wird.

## Analyse
Der Coming-of-Age-Film setzt in einem für dieses Genre sehr frühen Alter an, sonst findet man solche Elemente eher vermehrt im Jugendfilm. Dadurch, dass die Protagonisten Zwillinge sind, wird zudem eine besondere Entwicklung dargestellt.
Bei Zwillingen entwickelt sich schon in früheren Jahren der Wunsch nach Individualität und einer daraus resultierenden Identifikationsfindung sowie -abgrenzung. Durch das junge Alter der Protagonisten wird das Thema der Persönlichkeitsentwicklung für kleinere Kinder nachvollziehbar, so dass diese sich schon in einem frühen Stadium damit auseinandersetzen können und sie so auf ihre eigene Entwicklung vorbereitet werden.

## Kritiken
Der deutsche Filmdienst fasste zusammen: „Familienkomödie mit einigem Hintersinn, die dafür plädiert, dass jeder seinen eigenen Weg gehen muss, auch wenn der gehörig von dem der anderen abweicht.“